# Nydia Erika Bautista
Nydia Erika Bautista de Arellana (Bogotá, 29 de octubre de 1954 – Guayabetal, c. 30 de agosto de 1987) fue una socióloga, economista y militante del M-19, desaparecida por el estado colombiano.

## Biografía
Nacida en Bogotá, socióloga de la Universidad Nacional de Colombia. Dirigió el periódico El Aquelarre y participó en 1984 en el sindicato del Instituto Nacional de Radio y Televisión (INRAVISIÓN) de forma activa. En 1986, fue detenida por militares de la Tercera Brigada del Ejército Nacional en Cali, siendo torturada durante dos semanas y obligada a firmar una declaración de su vinculación al Movimiento 19 de abril desde 1982.

## Desaparición y asesinato
El 30 de agosto de 1987, fue detenida y desaparecida por militares de la XX Brigada del Ejército Nacional en el barrio Casablanca de Bogotá. Luego, fue trasladada a la vereda Quebrada Blanca en Guayabetal (Cundinamarca), donde fue detenida, agredida y violentada sexualmente. Su cuerpo fue encontrado trece días después en la vía Bogotá-Villavicencio, en estado de descomposición. Su familia luchó por conocer su paradero durante tres años,  y en el proceso fue amenazada y obligada a exiliarse.
En 1991, el sargento Bernardo Alfonso Garzón, perteneciente al Batallón de Inteligencia y Contrainteligencia Charry Solano de la Brigada XX, aceptó la participación de su unidad en la desaparición de Bautista, bajo la aprobación y dirección del coronel Álvaro Velandia Hurtado, vinculado a grupos paramilitares como el Muerte a Secuestradores (MAS), sindicado hasta septiembre de 1995, año en que fue condecorado. Para 1997, fue destituido, y en 2006 el proceso penal fue precluido. En 2009, fue nuevamente destituido. En 2011, fue cancelada su destitución, logrando su reintegro, y en 2012, el Consejo de Estado revocó su reintegro. En 2017, la Corte Suprema de Justicia admitió una demanda para reabrir la investigación de su caso. También han sido señalados por su desaparición los suboficiales Julio Roberto Ortega Araque, Luis Guillermo Hernández González y Mauricio Angarita. Su crimen se mantiene en la impunidad.
En 1997, fue creada por su familia la Fundación Nydia Erika Bautista.